# Lipkecallianassa
Lipkecallianassa is een geslacht van kreeftachtigen uit de klasse van de Malacostraca (hogere kreeftachtigen).

## Soort
- Lipkecallianassa abyssa Sakai, 2002